# Sơn Trà, Trà Bồng
Sơn Trà là một xã thuộc huyện Trà Bồng, tỉnh Quảng Ngãi, Việt Nam.

## Địa lý
Xã Sơn Trà nằm ở phía tây huyện Trà Bồng, có vị trí địa lý:
- Phía đông giáp xã Trà Lâm
- Phía tây giáp tỉnh Quảng Nam
- Phía nam giáp xã Trà Phong và xã Trà Xinh
- Phía bắc giáp xã Trà Hiệp và xã Trà Thanh.

Xã Sơn Trà có diện tích 49,92 km², dân số năm 2019 là 3.915 người, mật độ dân số đạt 78 người/km².

## Lịch sử
Địa bàn xã Sơn Trà hiện nay trước đây vốn là hai xã Trà Quân và Trà Khê thuộc huyện Trà Bồng.
Ngày 1 tháng 12 năm 2003, Chính phủ ban hành Nghị định số 145/2003/NĐ-CP. Theo đó, tách 9 xã phía tây huyện Trà Bồng để thành lập huyện Tây Trà, các xã Trà Khê và Trà Quân thuộc huyện Tây Trà.
Trước khi sáp nhập, xã Trà Khê có diện tích 32,65 km², dân số là 1.902 người, mật độ dân số đạt 58 người/km². Xã Trà Quân có diện tích 17,27 km², dân số là 2.013 người, mật độ dân số đạt 117 người/km².
Ngày 10 tháng 1 năm 2020, Ủy ban Thường vụ Quốc hội ban hành Nghị quyết số 867/NQ-UBTVQH14 về việc sắp xếp các đơn vị hành chính cấp huyện, cấp xã thuộc tỉnh Quảng Ngãi (nghị quyết có hiệu lực từ ngày 1 tháng 2 năm 2020). Theo đó, sáp nhập toàn bộ diện tích và dân số của huyện Tây Trà trở lại huyện Trà Bồng. Đồng thời, sáp nhập toàn bộ diện tích và dân số của xã Trà Quân và xã Trà Khê thành xã Sơn Trà thuộc huyện Trà Bồng.